# Bläcksopp
Bläcksopp (Cyanoboletus pulverulentus) är en sopp i familjen Boletaceae.

## Förekomst
Bläcksoppen har en vid utbredning i Europa och förekommer även i Nordamerika. I Norden förekommer den främst i Skåne och Danmark, där den är sällsynt. Utbredningen fortsätter upp längs den svenska västkusten och den har en isolerad förekomst på Gotland. I Norge förekommer den främst i Oslotrakten och på några lokaler sydväst därom. Den bildar ektomykorrhiza med ekar, bokar, lindar och troligen andra lövträd. I Norden är den värmekrävande och förekommer på näringsrik mark, gärna kalk och särskilt i ängsbokskog.

## Kännetecken
Hatten blir upp till 8(10) cm i diameter. Hatthuden är gul eller gulockra till olivbrun eller mörkbrun, ibland med rödaktig ton; som ung filtluden, som äldre något klibbig; blånande vid beröring. Porerna är kantiga, gula, starkt och omedelbart blånande/svartnande vid beröring. Foten är gul, nedåt brunare, blånande/svartnande vid beröring. Köttet är gulaktigt och blånar/svartnar starkt och omedelbart i snittytor. Svampen blånar så kraftigt att det är svårt att förväxla den med andra arter, men den är annars ganska lik "sammetssopparna" som också har filtartad hatthud.

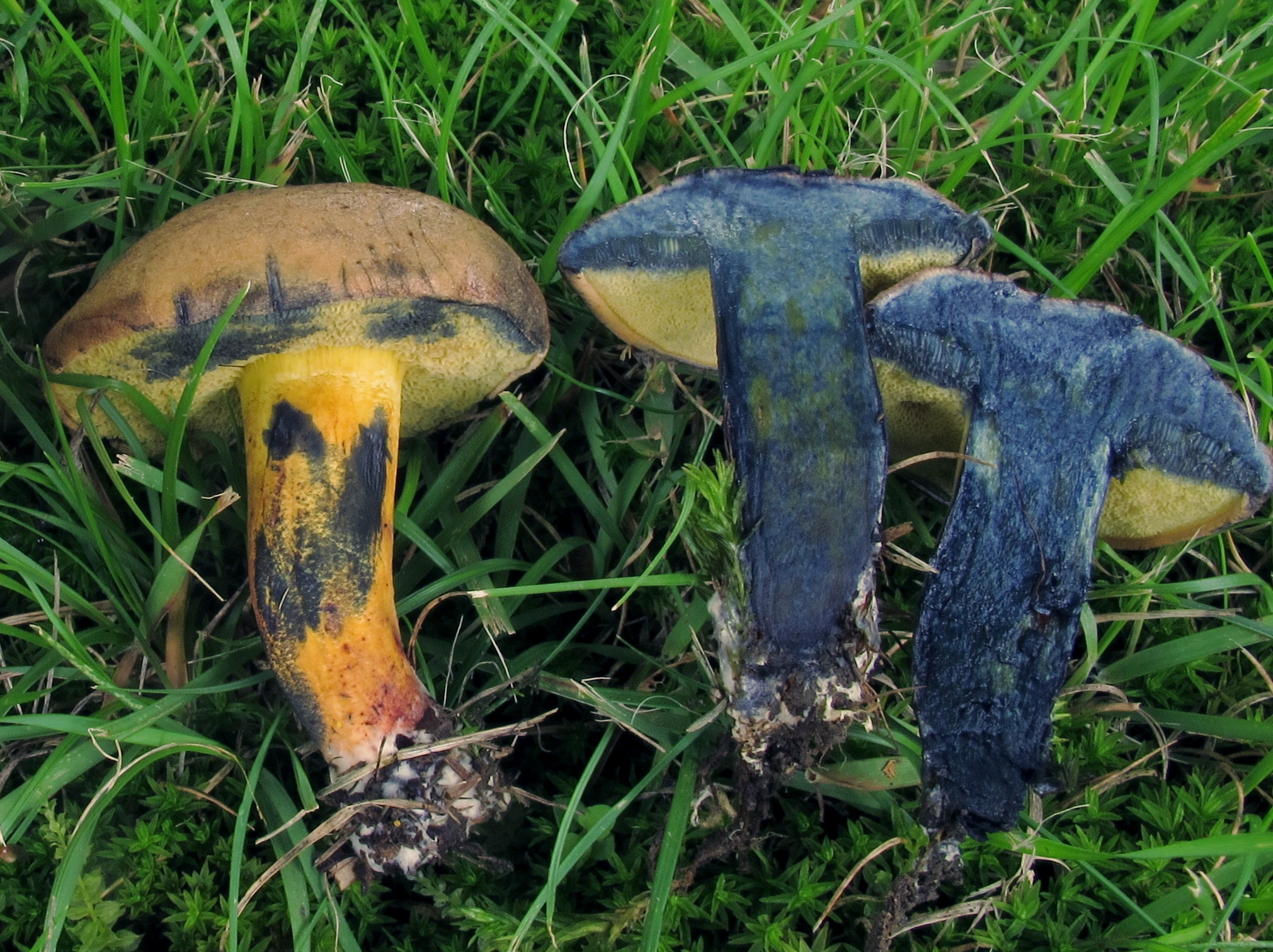
Köttet blånar, ibland nästan svartnar, kraftigt i snittytor.
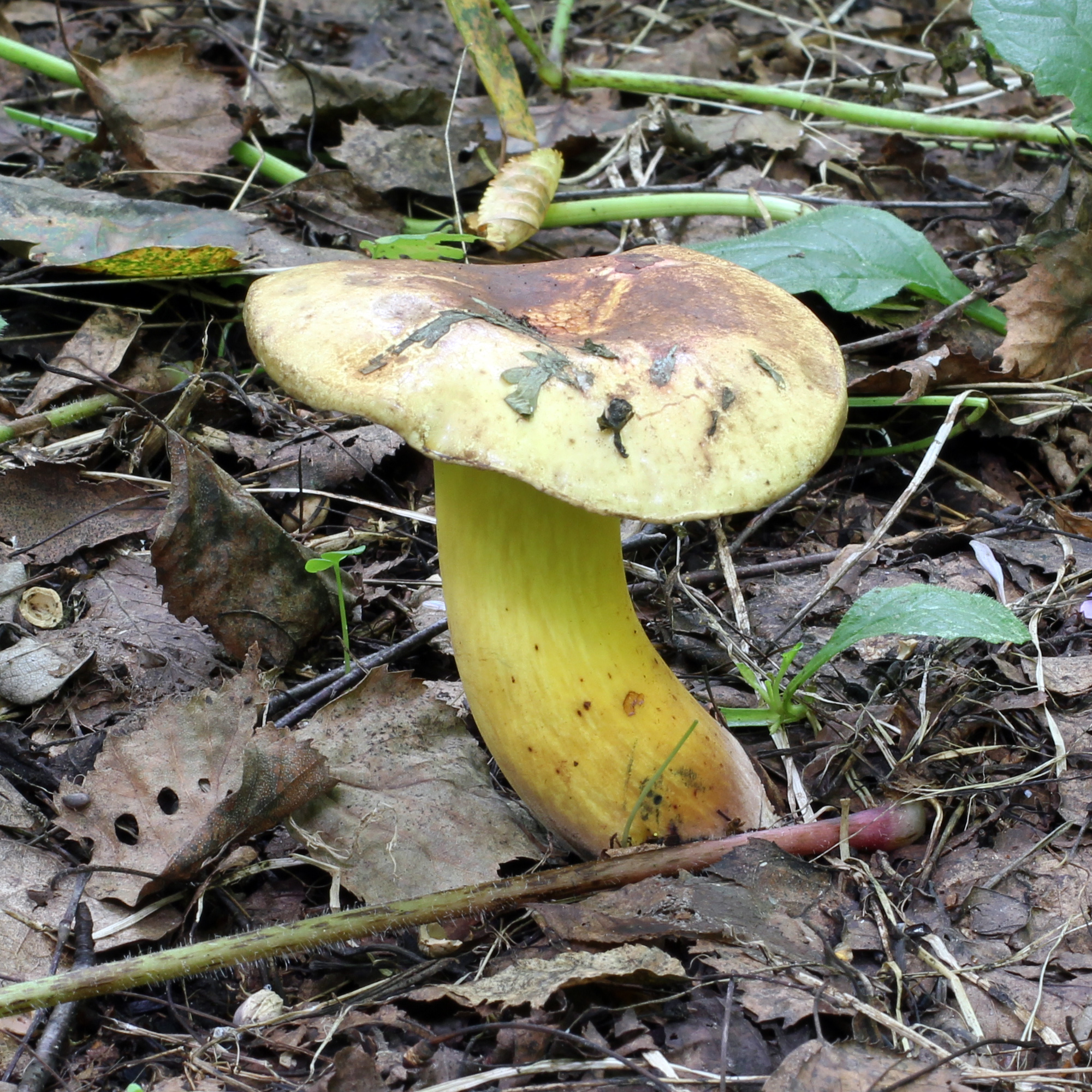
Hatten kan vara gul.
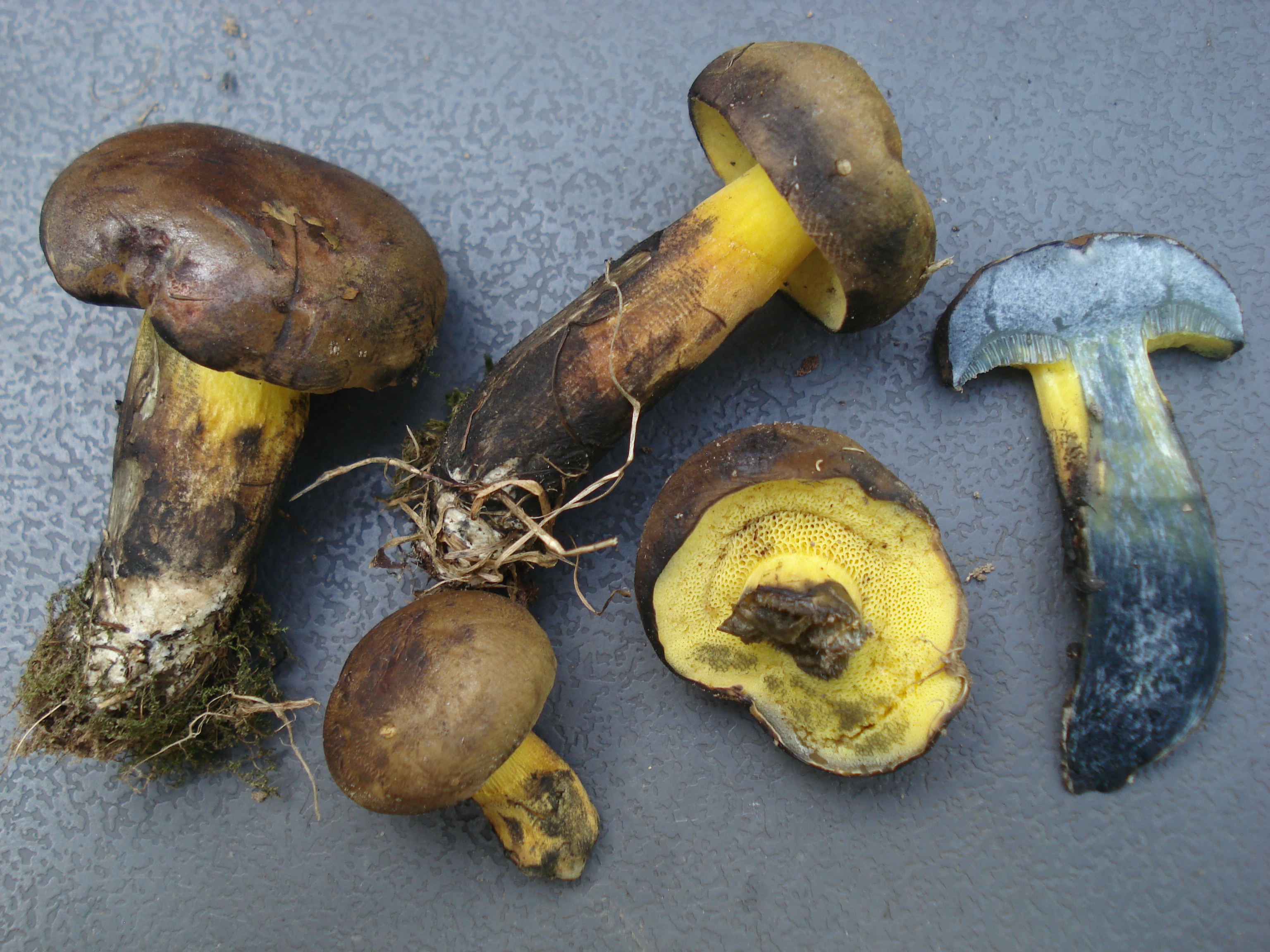

## Taxonomi
Bläcksopp beskrevs av Wilhelm Opatowski 1836 som Boletus pulverulentus.. År 2014 fördes den som typart till det nybeskrivna släktet Cyanoboletus av Giampaolo Simonini, Matteo Gelardi, Alfredo Vizzini.
Pulverulentus betyder "pudrad" och anspelar på den filtartade hatthuden hos unga exemplar.